# 廖朝孔
廖朝孔（1678年2月12日—1736年6月25日），字會文，號尊聖，謚英義，福建省漳州府詔安縣二都官陂社藍田樓人，為臺中市西屯港尾地區的開拓者。

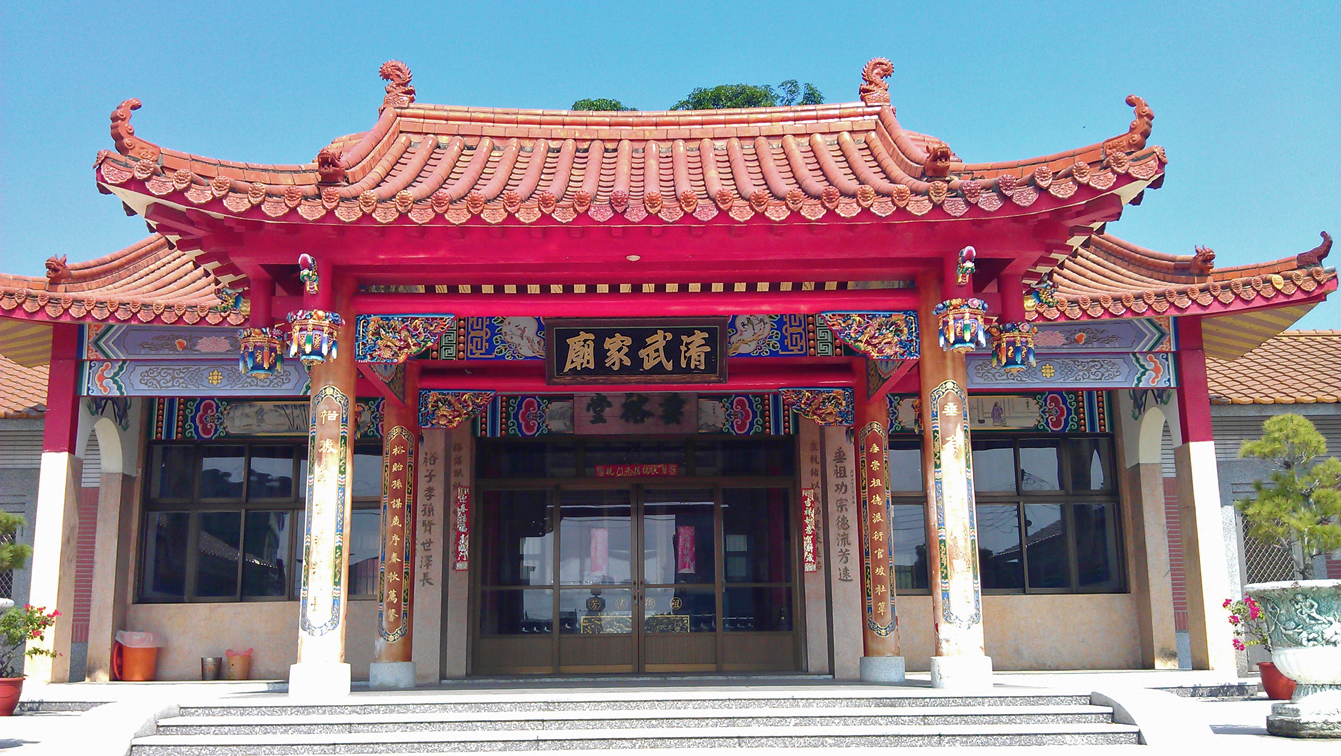
臺中市港尾里清武家廟全景。

清武家廟歷代祖先牌位之全景。

廖朝孔為張廖家族十二世祖，在康熙四十年（1701年）帶領著弟弟廖朝間、廖朝路及堂弟廖朝近、廖朝廳等五人，渡台在台灣雲林起岸，而落腳在二崙一帶，相傳他們是西螺七嵌張廖氏的始祖。
康熙年間，當時西屯地區仍是巴則海族世居的地方。廖朝孔起初在雲林縣二崙鄉地方一帶墾拓，後因雲林二崙基業有成後，在康熙四十五年（1706年）在三個兒子之中，留下次子守業，帶領著長子、三子來到臺中西屯港尾（西屯當時是在諸羅縣境內）一帶探勘另行開墾，為西屯港尾地區的先驅開拓者，雍正12年（1734年）之間，並接受台中岸裡五社總通張達京邀請，與秦登（廷）鑑、姚德心、江又金、陳周文等墾首，合組「六館業戶」，以割地換水方式共同開發台灣中部平原，出資開墾葫蘆墩圳（舊稱貓霧圳），引大甲溪於樸仔籬口，圳分上、下埤，長約四十餘里灌溉拺東堡千餘甲地。當時以廖朝孔為墾首之持有地分布在永興庄一帶（即今西屯區港尾里），廖朝孔便成為開發西屯地區的重要人物，其子孫繁衍也多分佈在這一個地區，港尾里有一間清武家廟垂裕堂便是紀念他和歷代張廖祖先的祠堂。
廖朝孔在生時，育有三子，廷鎬、廷𨯵、廷鈺，皆是捐納後當監生，今祀台中西屯港尾里的「清武家廟」。

## 派下昭穆
張廖家族日旺公派廖朝孔的支系的族譜字輩排序：「上國朝廷時士天、正心大學本宜先、榮光獻瑞成名世、列位聖君亦尚賢。」

## 相關條目

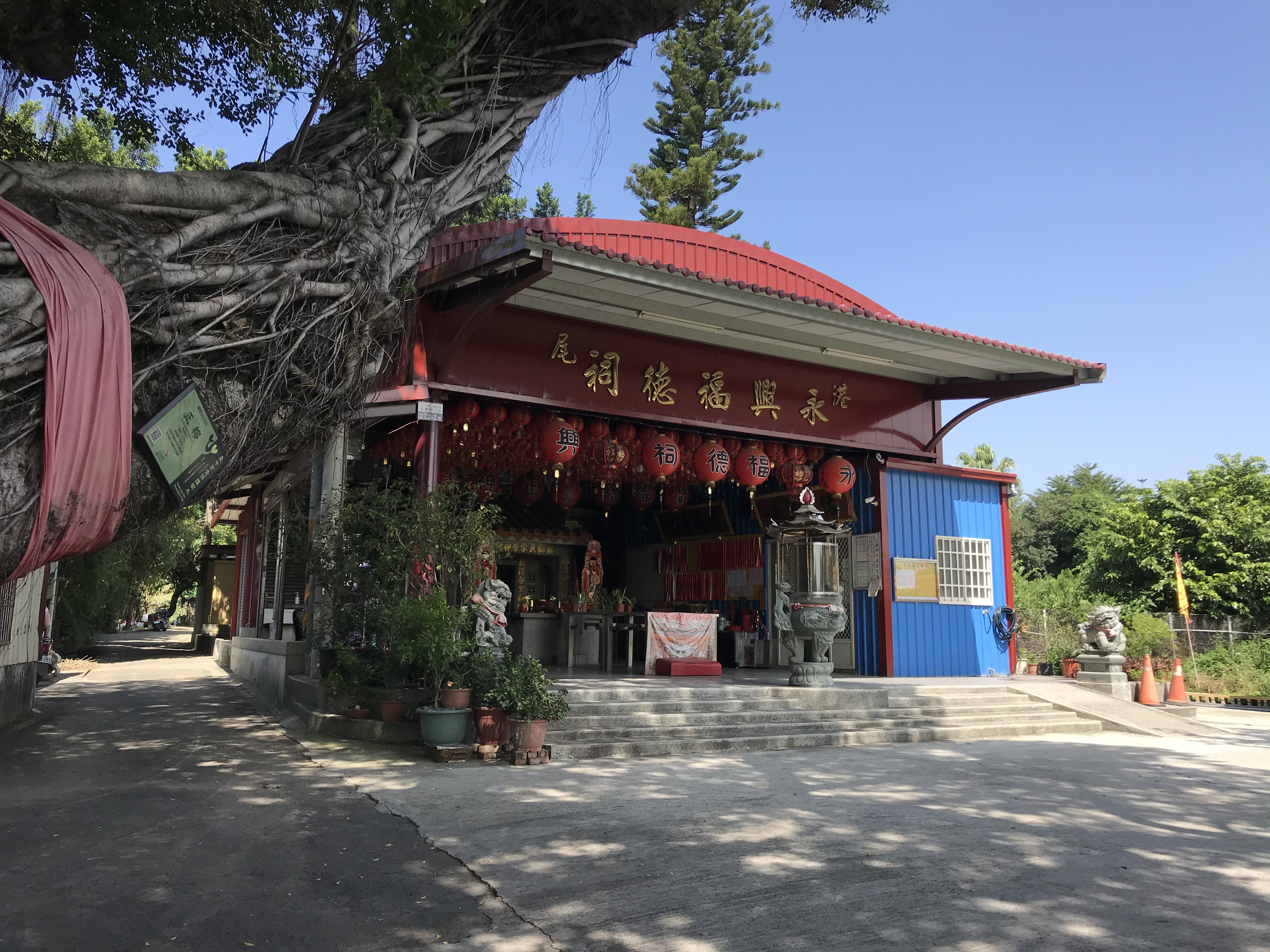
港尾永興福德祠

## 家譜問題
兩千年初，張廖家族宗親會率團至福建二都官坡尋根，結果發現二都官坡只有張姓，並無廖姓。詢問當地宗長張南山，對曰「在二世友來公時，因廖氏族人有人販私鹽之罪，為避罪，所有姓廖之人已全改張姓，不再姓廖。」
故二都官坡全是張廖的宗親。這解釋顯然不合理。若張廖在二世友來公(明洪武年間)就已改回姓張為事實，且作為姓張的家族傳了十世之後，到了十二世的朝孔公(清康熙年間)，合理推測在二都官坡應也姓張，因他父親往上十代都姓張，而他到台灣後，卻是姓廖？而二都官坡的宗親繼續姓張？而且在台灣的張廖家族直至二十一世紀初完全不知道在二都官坡的族人早在朝孔公之前連續十世早都改回姓張？怎會十世之後到台灣突改姓廖，而在台的張廖家族各派族譜一點也無十世姓張後再改姓廖之記錄。
例如：張廖各派大約在康熙末年，最晚至嘉慶初年渡台，也就是張原子公的第十一至十三世子孫之間來台，且均發生與朝孔公同樣的事，即在改回張姓十多代之後，來台後卻又變成廖姓，且對在大陸族人都姓「張」這件事毫無記憶。
1. 大位公派：六世日享公之第六子大位公，其子孫傳至十三世時（約乾隆年間），有多人渡台。
2. 大魚池派：六世日享公之二子大佐，其派下之第十四廖烈美於乾隆年間（有一說是嘉慶初年）渡台。
3. 港尾派：十二世朝孔公(廖朝孔)渡台。
4. 厚德道烈公派：四世元聰公，其子道烈的第十二世達成公於乾隆中葉渡台入墾西屯。
5. 厚德道順公派：六世日亮公後人十一世宦仁渡台。
6. 厚德道昭公派：六世日裕公後人十二世由廖崇問入墾西屯。
7. 天與公派：三世永祖派下十二世，約乾隆末年，廖時飽渡台至西屯。
8. 鄭坑派：七世理尊公後代，傳至十一世可意（衷敬公）於雍正時來台。

這些各派在朝孔公渡台之後百年間渡台的各派，亦無在閩之張廖家族改姓的記憶。
故朝孔公真否為福建二都官坡渡台人士，甚至整個台灣的張廖家族是否真與其一世祖元仔公有關，甚有疑問。
再者，張廖族譜朝孔公派記錄朝孔公於康熙四十年(西元1701年)，從蕃仔挖（芳宛）上岸 。然而乾隆48年(西元1783)年以前，清廷僅允許廈門與鹿耳門對渡。故朝孔公渡台若非偷渡，即為虛構。

## 外部連結
- 崇遠堂官方網站 （页面存档备份，存于）
- 郭長成老師的作品集－張廖家祠-崇遠堂
- 西螺七崁的由來
- 雲林二崙鄉土傳奇 （页面存档备份，存于）
- 來台祖冥誕 張廖家族祭典隆重 （页面存档备份，存于）, 客家電視台
- 家廟祭祀行為與建築空間關係初探——以臺中市家廟為例[永久], 國立雲林科技大學
- 西螺七欠發展之研究[永久], 國立雲林科技大學
- 張廖姓族親厚福派淵源宗親網
- 張廖家廟
- 張廖姓族親厚福派淵源宗親網
- 港尾廖氏的過去、現在與未來